# Крымскорозовское сельское поселение
Крымскорозовское се́льское поселе́ние (укр. Кримськорозівське сільське́ посе́лення, крымскотат. Крымская Роза кой юрту, Krımskaya Roza köy yurtu) — муниципальное образование в Белогорском районе Республики Крым России.
Административный центр — село Крымская Роза.

## География
Расположено в западной части Белогорского района, в северном предгорье Внутренней Крымских гор, в долине ручья Монтанай — правого притока реки Зуя, в части собственно Зуйской долины, у шоссе Р-23 Симферополь — Феодосия.

## Население
| 2001  | 2014  | 2015  | 2016  | 2017  | 2018  | 2019  |
| ----- | ----- | ----- | ----- | ----- | ----- | ----- |
| 1990  | ↗2004 | ↗2005 | ↗2006 | ↗2029 | ↘2013 | ↘2012 |
| 2020  | 2021  |       |       |       |       |       |
| ↘2004 | ↗2112 |       |       |       |       |       |

## Состав
В состав сельского поселения входят 2 населённых пункта:
| № | Населённый пункт | Тип населённого пункта       | Население |
| - | ---------------- | ---------------------------- | --------- |
| 1 | Крымская Роза    | село, административный центр | ↗1755     |
| 2 | Вишнёвое         | село                         | ↘249      |

## История
В 1990 году был образован Крымскорозовский сельский совет.
Статус и границы Крымскорозовского сельского поселения установлены Законом Республики Крым от 5 июня 2014 года № 15-ЗРК «Об установлении границ муниципальных образований и статусе муниципальных образований в Республике Крым».